# 亞瓜哈伊
22°19′49″N 79°14′13″W / 22.33028°N 79.23694°W

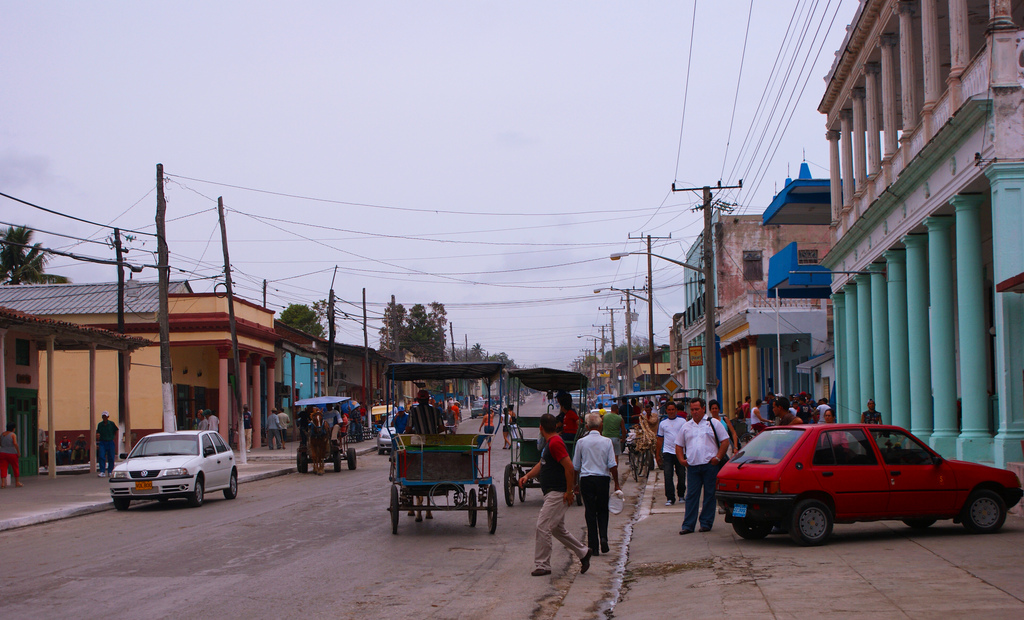

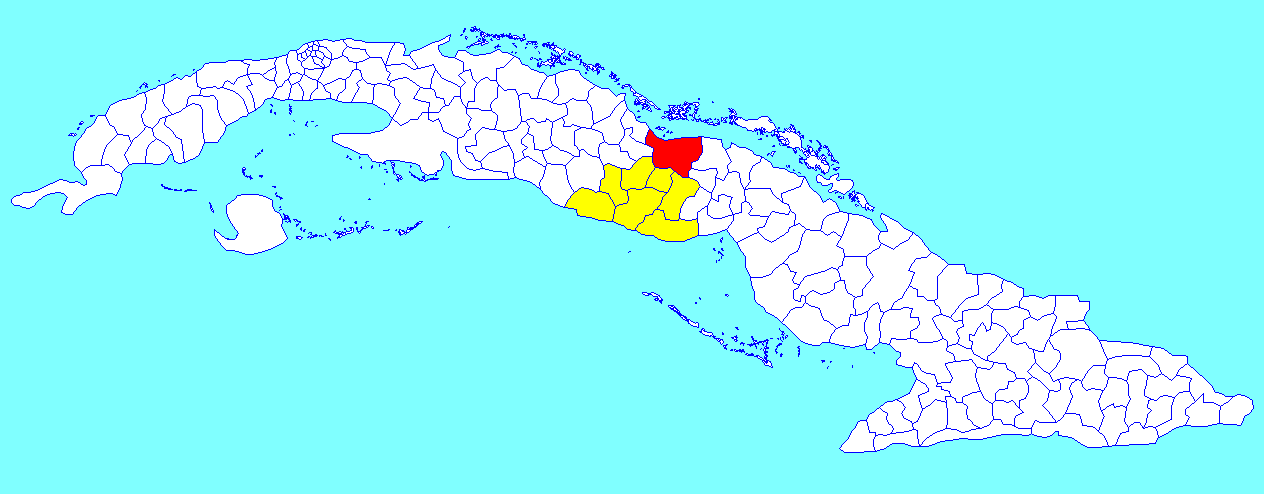

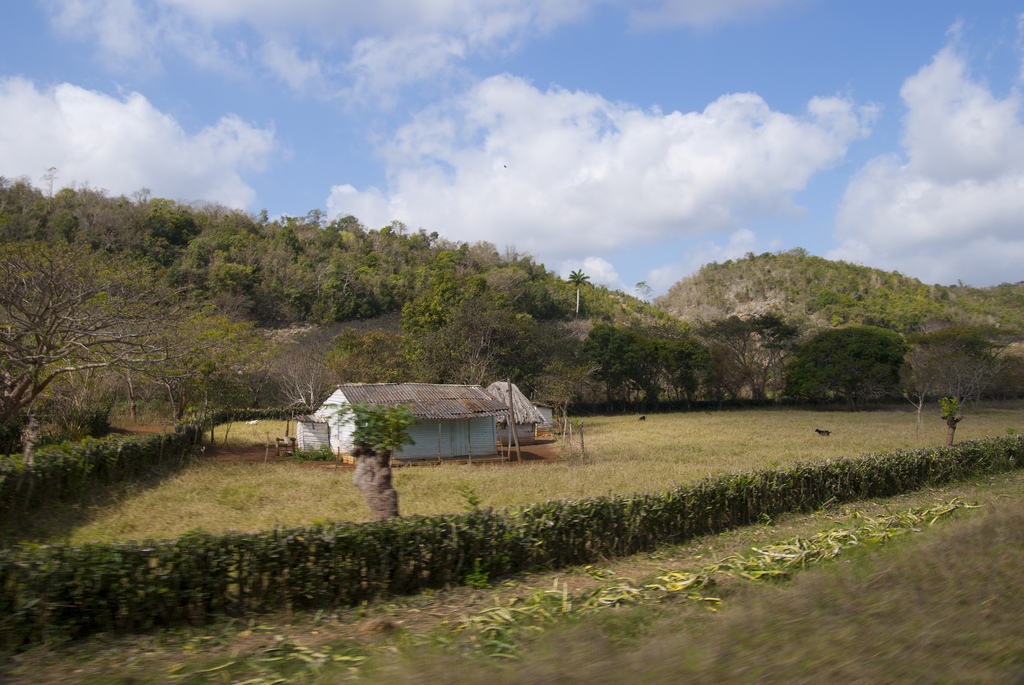

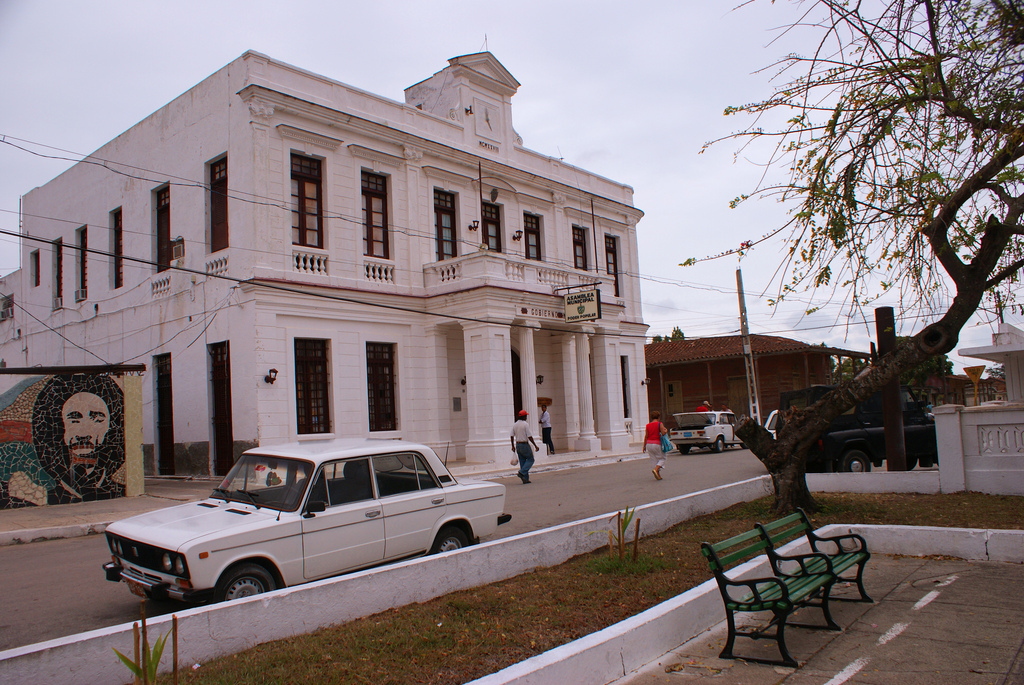

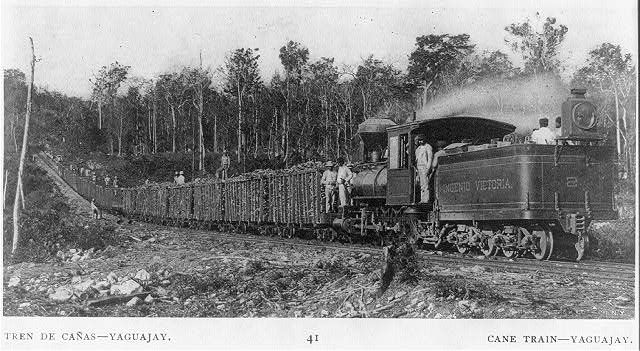

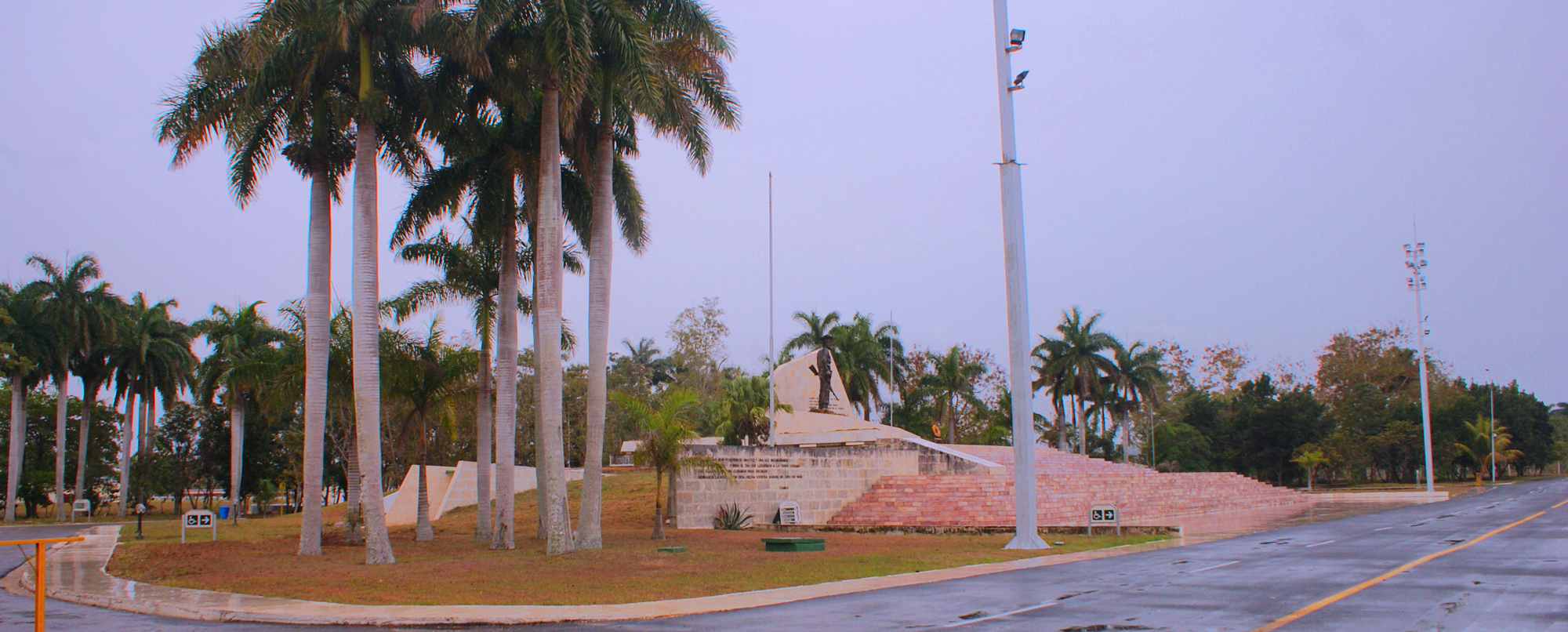

亚瓜哈伊（西班牙語發音：[ɟʝaɣwaˈxaj]），是古巴的城鎮，位於該國中部，由聖斯皮里圖斯省負責管轄，始建於1847年，面積1,032平方公里，海拔高度30米，2004年人口普查數為58,938人，人口密度每平方公里57.1人。
1958年12月，在这里发生亚瓜哈伊战役。